# Eutheganopteryx punctulata
Eutheganopteryx punctulata är en kackerlacksart som beskrevs av Lucien Chopard 1952. Eutheganopteryx punctulata ingår i släktet Eutheganopteryx och familjen småkackerlackor.
Artens utbredningsområde är Madagaskar. Inga underarter finns listade i Catalogue of Life.